# Archimonocelis coronata
Archimonocelis coronata är en plattmaskart som beskrevs av Tor Karling 1966. Archimonocelis coronata ingår i släktet Archimonocelis och familjen Archimonocelididae. Inga underarter finns listade i Catalogue of Life.